# Virtuální
Virtuální – trzeci czeski (piąty w karierze) album studyjny polsko-czeskiej wokalistki pop-rockowej, Ewy Farnej, wydany 26 października 2009 roku.
Album promuje singel „Toužím”, do którego teledysk nagrano w warszawskim biurowcu Rondo 1. Drugim singlem z płyty był utwór „Ty jsi král”, który poświęcony jest Michaelowi Jacksonowi. Trzecim singlem z płyty była piosenka „Maska”, do której teledysk powstał w 2010 roku. Na płycie znajdują się także dwa bonusy: wideoklip do pierwszego singla Toužím oraz komentarze wokalistki do każdej z piosenek.

## Lista utworów
| #   | Tytuł          | Autorzy                                                                  | Długość |
| --- | -------------- | ------------------------------------------------------------------------ | ------- |
| 1.  | Toužím         | Billy Steinberg, Joshua Berman, Tamar, Ewa Farna                         | 03:33   |
| 2   | Virtuální      | L. Wronka, Vojtěch Valda                                                 | 03:42   |
| 3.  | Maska          | Sara Paxton, M. Jay, Pedersen, Ewa Farna                                 | 03:23   |
| 4.  | Jen tak        | Wayne Rodrigues, Delisha Thomas, Eric Schermehorn, Petra Glosr-Cvrkalová | 04:12   |
| 5.  | Ty jsi král    | Jeff Franzel, Chani Krich, Eve Nelson, Petra Glosr-Cvrkalová             | 04:17   |
| 6.  | Půlměsíc       | M. Tran, Petra Glosr-Cvrkalová                                           | 04:07   |
| 7.  | Soulad smyslů  | L. Wronka, Ewa Farna                                                     | 03:16   |
| 8.  | Na tom záleží  | L. Wronka, J. Rolincová                                                  | 04:21   |
| 9.  | Obrazová vila  | Tori Green, Michael Jay, Johnny Pedersen, Ewa Farna                      | 03:46   |
| 10. | Anděla samota  | L. Wronka, V. Valda                                                      | 03:07   |
| 11. | Břehy ve tmách | L.Wronka, T. Choura                                                      | 04:23   |
| 12. | Kdo vic dá     | Christoffer Vikberg, Jakob Hazell, Charlie Mason, Petra Glosr-Cvrkalová  | 03:11   |
| 13. | Déšť           | Ewa Farna, Jan Steinsdörfer                                              | 03:58   |

### Bonusy
| #   | Tytuł            |
| --- | ---------------- |
| 14. | Videoklip Toužim |
| 15. | Ewa o písních    |